# FC Neves
FC Neves is een voetbalclub in Sao Tomé en Principe uit Neves, in het district Lembá.
De club speelt in de eilandcompetitie van Sao Tomé, waarvan de kampioen deelneemt aan het voetbalkampioenschap van Sao Tomé en Principe, de eindronde om de landstitel. In het seizoen 2009-2010 promoveerde de club naar het hoogste niveau om een jaar later weer te degraderen en daarna weer te promoveren.
Eerste niveau: FC Aliança Nacional · Bairros Unidos FC · UD Correia · Folha Fede · Juba Diogo Simão · FC Neves · Praia Cruz · UDRA · Vitória FC · Santana FC
Tweede niveau: Agrosport · Amador · Guadalupe · Inter Bom-Bom · Desportivo Marítimo · Kê Morabeza · Oque d'El Rei · Porto Alegre · Ribeira Peixe · Trindade FC
Derde niveau: Andorinha Sport Club · Boavista · Desportivo Conde · Cruz Vermelha · Diogo Vaz · Otótó · Santa Margarida · Sporting São Tomé · UDESCAI · Varzim FC
Voormalige clubs: 6 de Setembro · Bela Vista · Os Dinâmicos ·  Palmar